# Marxismo ortodoxo

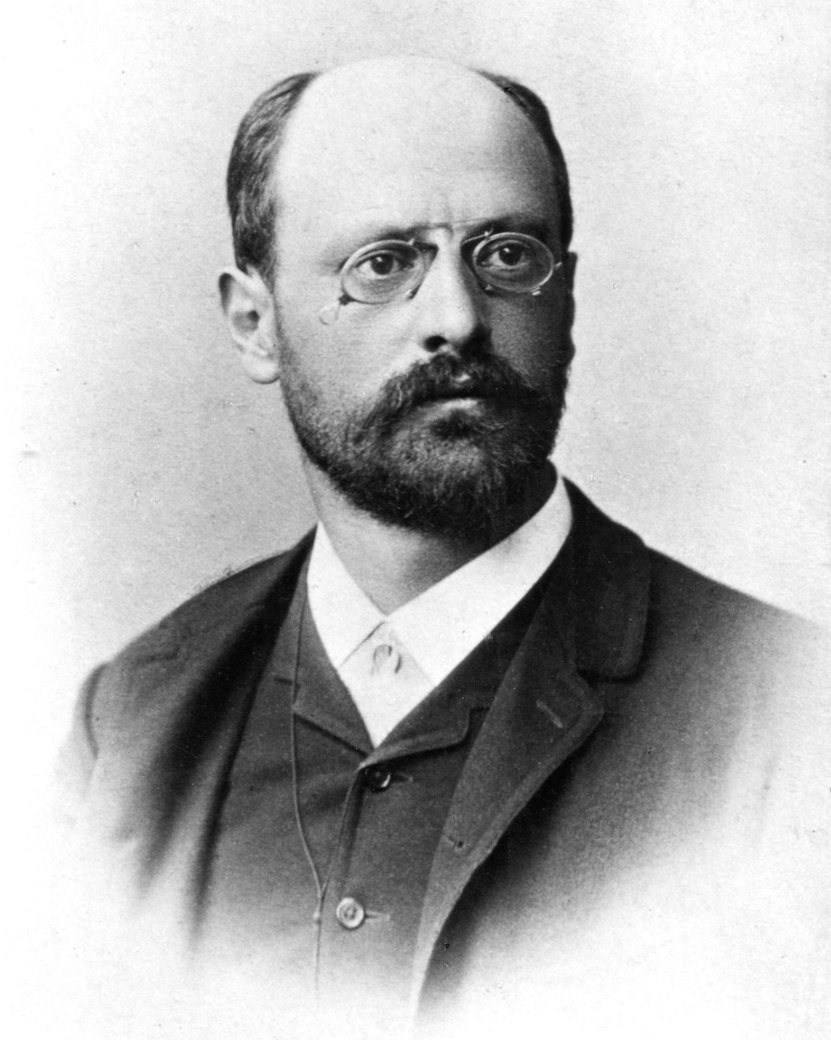
Karl Kautsky, famoso representante del "marxismo ortodoxo".

El marxismo ortodoxo (a veces también llamado kautskismo por la figura de Karl Kautsky) fue una corriente de pensamiento interna del Partido Socialdemócrata de Alemania (SPD) y la Segunda Internacional, relevante sobre todo en el periodo comprendido entre 1890 y el inicio de la Primera Guerra Mundial. Se orientaba estrictamente por los escritos de Karl Marx y Friedrich Engels y, a diferencia del reformismo, insistía en la necesidad de un desarrollo revolucionario del socialismo. 
Tras la división del Partido Obrero Socialdemócrata de Rusia (POSDR) entre mencheviques y bolcheviques ocurrida durante el II Congreso celebrado entre el 30 de julio y el 23 de agosto de 1903 en Bruselas, y la constitución en torno a la figura de Karl Kautsky del "centro marxista" dentro del SPD, a principios del siglo XX el marxismo ortodoxo se dividió en un ala revolucionaria y una reformista. La primera se concentró en la posterior evolución y realización revolucionaria de las teorías marxistas como marxismo revolucionario. Una variante particular del marxismo ortodoxo fue la representada por el austromarxismo, con sus respectivos representantes como Otto Bauer y Rudolf Hilferding, que durante el período de entreguerras lograron impedir que se constituyese una fuerte corriente marxista revolucionaria en el interior del socialismo austriaco, oscilando entre la reforma social y la revolución. Los principales portavoces del marxismo ortodoxo fueron en un primer momento Karl Kautsky, August Bebel, Gueorgui Plejánov y Antonio Labriola.
Fueron también llamados marxistas ortodoxos, para diferenciarlos de los reformistas, revolucionarios como Lenin, Rosa Luxemburgo y León Trotski. Como consecuencia de ello, el leninismo, el trotskismo, el marxismo-leninismo y otras corrientes del socialista consideradas dogmáticas fueron en ocasiones conocidas como doctrinas marxistas ortodoxas. 

## Filosofía y teoría de la ciencia
Los marxistas ortodoxos consideraban el socialismo científico como herencia de la clásica Filosofía alemana en el sentido de superación y sustitución. En ese sentido se relacionaban con la obra de Karl Marx y Friedrich Engels. Engels, en 1886, había escrito en su recensión titulada Ludwig Feuerbach y el fin de la filosofía clásica alemana:
«Fue entonces cuando apareció La esencia del cristianismo (1841) de Feuerbach. Esta obra pulverizó de golpe la contradicción, restaurando de nuevo en el trono, sin más ambages, el materialismo. La naturaleza existe independientemente de toda filosofía; es la base sobre la que crecieron y se desarrollaron los hombres, que son también, de suyo, productos naturales; fuera de la naturaleza y de los hombres, no existe nada, y los seres superiores que nuestra imaginación religiosa ha forjado no son más que otros tantos reflejos fantásticos de nuestro propio ser. El maleficio quedaba roto; el sistema saltaba hecho añicos y se le daba de lado. Y la contradicción, como sólo tenía una existencia imaginaria, quedaba resuelta».
Según Karl Korsch los marxistas ortodoxos dejaron de lado de la filosofía en general, tal como hizo Ludwig Feuerbach con la filosofía hegeliana. En este sentido, cada idealismo había sido rechazado en favor de una concepción materialista. La naturaleza y la sociedad evolucionarían de forma determinada según las mismas leyes, y estas leyes serían en principio accesibles a la investigación científica. Los marxistas ortodoxos eran al mismo tiempo seguidores del evolucionismo de Charles Darwin. Por tanto, entendían el materialismo histórico como una forma especial de materialismo dialéctico, como había sido desarrollado por Engels en el Anti-Dühring.

## Orientación política
Mientras el portavoz del revisionismo, Eduard Bernstein, pretendía realizar la sociedad socialista gradualmente, a través de reformas políticas en el interior del sistema parlamentario vigente, Karl Kautsky insistía en la inevitabilidad de la revolución. La realización de la misma, sin embargo, se insertaba en un futuro muy lejano, cuando una base de masas suficiente fuese previamente creada.

## Uso del término
Ya en 1872, sus adversarios en la Primera Internacional reprochaban a Marx y Engels propugnar un «dogmatismo ortodoxo». Desde entonces, el concepto de ortodoxia marxista ha sido utilizado repetidamente con una acepción irónica y crítica, también por parte de otros socialistas. La prensa burguesa ha asumido el término. Finalmente, Kautsky procedió a identificar su propia posición política, que era la de la mayoría del SPD, como la ortodoxa, que solía referir entre comillas. Según Karl Korsch, tanto los representantes del centro socialdemócrata como Kautsky, como los austromarxistas como Otto Bauer o los revolucionarios bolcheviques como Lenin eran considerados, hasta el inicio de la Primera Guerra Mundial, como marxistas ortodoxos, al distanciarse del revisionismo.

## Final
Tras el estallido de la Primera Guerra Mundial, muchos partidos socialdemócratas acordaron una tregua con sus respectivos gobiernos nacionales y por lo tanto, abandonaron temporalmente el objetivo de un desarrollo revolucionario en favor de los intereses nacionales. Este desarrollo hizo desintegrarse a la Segunda Internacional. Kautsky y Lenin estaban en desacuerdo sobre la cuestión de si había llegado el momento para una revolución en Rusia. La ortodoxia marxista se escindió en varias facciones adversarias y perdió su influencia política. Tras la Revolución de Octubre de 1917 se dio en Rusia una denominada restauración marxista. Retrospectivamente, los representantes de la ortodoxia marxista fueron llamados por Lenin, Trotski y la Internacional Comunista centristas.

## Crítica
Tras la primera crítica neomarxista a la ortodoxia marxista, ha sido revaluada la situación de la crítica social ya implícitamente alcanzada por Hegel. Georg Lukács ha criticado la lectura historicista de la interpretación ortodoxa del marxismo implementada hasta ahora, sustituyéndola con una interpretación lógica, en la que el proletariado se convierte en sujeto de la historia. Para Lukács, el objetivo de una nueva ortodoxia correctamente entendida ya no es una refutación definitiva de las tendencias revisionistas y utópicas, sino más bien la mediación cuidadosa entre las tareas actuales y la totalidad del proceso histórico.